# Syntretus transitus
Syntretus transitus är en stekelart som beskrevs av Papp 2004. Syntretus transitus ingår i släktet Syntretus och familjen bracksteklar. Inga underarter finns listade i Catalogue of Life.